# フードル級揚陸艦
フードル級揚陸艦（フードルきゅうようりくかん、フランス語: Transport de Chalands de Débarquement Type Foudre）は、フランス海軍の輸送揚陸艦（TCD: ドック型輸送揚陸艦（LPD）に相当）の艦級。計画艦型番号はTCD-90。

## 来歴
本級は、フランス国産第1世代の輸送揚陸艦（TCD）であったウラガン級の更新用として計画された。当初は1984～88年度海軍計画で3隻の建造が計画されていたが、予算上の理由により1隻のみの建造となった。その後、1994年度計画で2番艦の建造が追加され、これは1998年に竣工した。フードルは2011年にチリ海軍に、シロッコは2015年にブラジル海軍に売却され、退役した。

## 設計
主機関の構成は、1970年代に建造されていたデュランス級補給艦のものが基本的に踏襲された。これによって維持管理性が向上したほか、ウラガン級と比して4ノット優速となっている。また上陸用舟艇の発進・収容時の定位保持を考慮して、バウスラスターも追加された。

## 能力

### 輸送揚陸機能
本級は、1個機械化歩兵連隊および車両・装備・物資1,880トンを搭載できるよう設計されている。車両甲板は1,360平方メートルで、サイドランプによってRO-RO機能も発揮できる。搭載構成は通常は下記の通りである。また必要であればウェルドックも車両甲板として転用することができる。
- AMX-30主力戦車×6両（「シロッコ」はルクレールの搭載にも対応）
- AMX-10RC偵察戦闘車×15両
- AMX-10P歩兵戦闘車×8両
- ジープ×22両
- 1/2トン小型トラック×29両
- 5・1/2トン大型トラック×29両
- 牽引車×1両
- 測量車×1両

ウェルドックは長さ122.0×幅14.30×高さ7.70メートルを確保して、CDIC型汎用揚陸艇なら2隻、CTM型機動揚陸艇なら10隻、哨戒艇なら1隻を収容できる。ドック内には3メートルまで漲水することができるが、この際に艦のバランスを調整するため、7,000立方メートルの容量をもつバラストタンクを備えており、これは35分で注水、45分で排水可能である。
病院船としての機能も有しており、床面積600平方メートルの医療区画に手術室2室と病床47床を備えている。なお傷病者の搬送を考慮して、この医療区画はヘリコプター甲板の直下に設定されている。

### 航空運用機能
上部構造物後端はハンガーとされており、クーガー輸送ヘリコプター4機を収容できる。その後方の中部甲板はヘリコプター甲板とされ、長さ47.0×幅23.0メートル、発着スポット2個が設定されており、いずれにもSAMAHE着艦拘束装置が設置されている。ヘリコプターへの給油のため、JP-5ジェット燃料184キロリットルを搭載できる。
またこれとは別に、その後方のドック艦尾側上方にも、移設式プラットフォーム（長さ30.0×幅15.0メートル）を架して、ヘリコプター1機分の発着スポットとして用いることができる。この移設式プラットフォームは、普段は各25トンの浮体ブロック5個に分割されて収納されており、揚降は力量37トンのクレーンによって行われる。

## 配備
2002年、コートジボワールの内戦において、フードルがフランス人を中心とする在留外国人の救出に当たった。
| #      | 艦名                | 起工           | 進水            | 就役            | 退役      | その後                                                        |
| ------ | ------------------- | -------------- | --------------- | --------------- | --------- | ------------------------------------------------------------- |
| L 9011 | フードル （Foudre） | 1986年 3月26日 | 1988年 11月19日 | 1990年 12月7日  | 2011年    | チリ海軍に売却。2012年3月にサルヘント・アルデアとして再就役。 |
| L 9012 | シロッコ （Siroco） | 1995年 10月9日 | 1996年 12月14日 | 1998年 12月21日 | 2015年7月 | ブラジル海軍に売却。2016年3月10日にバイーアとして再就役。     |